# 南畑・下平古墳群
座標: 北緯35度21分6.3秒 東経136度0分45.2秒 / 北緯35.351750度 東経136.012556度
南畑・下平古墳群（みなみはた・しもだいらこふんぐん）は、高島市新旭町安井川に位置する、5世紀から7世紀にかけての小規模古墳の群在によって構成される群集墳である。

## 南畑古墳群と下平古墳群の地理的環境
南畑古墳群と下平古墳群の所在する高島市は、滋賀県北西部に位置し、東部は琵琶湖に、南西部は比良山地を境に大津市および京都府に、北西部は饗庭野、野坂山地を境に福井県に接する。
両古墳群は、滋賀県高島市のほぼ中央の、高島市新旭町安井川地先に所在し、その立地は安曇川によって形成された洪積台地の饗庭野台地に存在する。
両古墳群は、饗庭野台地東端部から安曇川に向かって舌状に延びる丘陵地上に位置し、下平古墳群は標高約160メートル、南畑古墳群はこれよりやや下った標高約120メートルに分布する。

## 周辺の古墳群や遺跡群について
高島市内における前期古墳は、今津町妙見山古墳群と新旭町熊野本古墳群が挙げられる。
妙見山古墳群は石田川左岸に位置し、妙見山丘陵に分布する。 北東から南東斜面にかけて 方墳円墳が60基以上存在し、築造時期は、3世紀から7世紀後半にかけてである。
安曇川左岸に位置する熊野本古墳群は、円墳22基、方墳12基、前方後円墳1基、前方後方墳1基で構成される古墳群である。発掘調査で、前方後方墳（6号墳）、前方後円墳（12号墳）は、古墳時代前期の築造、18号墳・19号墳は、古墳時代中期と確認されている。また、弥生時代後期末の墳丘墓も検出されるなど、弥生時代後期末からの造墓活動が推察される。
集落遺跡は、新旭町森浜遺跡、正伝寺南遺跡等が確認され、立地や出土土器から他地域からの物資流入などが確認され、東海・北陸との交流が推察されている。
古墳時代中期になると石田川流域に平ヶ崎王塚古墳、甲山古墳、安曇川流域に熊野本18号墳・19号墳、田中古墳群、下平古墳群が築造される。
平ヶ崎王塚古墳は、周溝を含めて直径約80メートルを測る二段築成の大型円墳で、埋葬施設は粘土槨もしくは木棺直葬と推察され、5世紀前半の築造と考えられている。
田中古墳群は、安曇川右側の泰山寺野台地東端に分布し、安曇川左岸に位置する南畑古墳群、下平古墳群と対峙するように分布する。1970年（昭和45年）の滋賀県教育委員会の調査により、詳細が判明し、高島市教育委員会の調査で69基の墳丘が確認されている。主墳の田中王塚古墳は全長約72メートル×高さ約10メートルを測る円墳である。
築造時期は、採集された埴輪片から5世紀後半とされている。現在は、継体天皇の父とされる「彦主人王墓」とされ、宮内庁の管轄下である。
2007年（平成19年）度の田中36号墳発掘調査では、奥室を有する6世紀後半の横穴式石室が確認されており、古墳時代中期に始まった造墓活動が古墳時代後期に至るまで継続して行われる古墳群である。
古墳時代中期の集落跡として高島市安曇川町に所在する、南市東遺跡、下五反田遺跡が上げられる。古墳時代中期には多数の竪穴建物跡が検出され、大規模な集落を形成している。遺物は朝鮮系陶質土器や初期須恵器が出土し、鍛冶滓も確認されるなど、特異な集落と考えられる。
下五反田遺跡は南市東遺跡の北西に位置する。5世紀代のカマドをもつ竪穴建物跡が検出され、初期須恵器も出土している。南市東遺跡と類似する点が多く、一連の遺跡と考えられる。
古墳時代後期になると、鴨川右岸の沖積平野に鴨稲荷山古墳が築造される。全長約60メートルの前方後円墳で、奈良県二上山産白色系凝灰岩を使用した家形石棺からは、金製耳飾・冠・飾履・双魚佩・半筒形飾具など多くの遺物が出土するなど、大和地方や若狭を通して朝鮮半島との交流を持った被葬者が想定されている。鴨稲荷山古墳を中心とする地域一帯は、『日本書紀』「近江国高嶋郡三尾別業」の記述から継体大王出生地の候補地とされている。
現在でも「三尾」に関連する地名がこの地に残ることから、鴨稲荷山古墳被葬者と継体大王との関連性が指摘される地域である。

## 発掘調査による出土品
下平古墳群は、昭和30年代の果樹園造成の際に須恵器等の土器類が出土し、その存在が明らかになった。1969年（昭和44年）には、滋賀県教育委員会による分布調査が行われた。その発掘調査報告書では、下平古墳群および南畑古墳群の範囲に、8基の古墳の存在が示されている。
7号墳の墳丘下部が残された以外は、いずれの古墳も、果樹園造成時に破壊され、一部の古墳では、多数の須恵器片、土師器片の散布があったと報告されている。
その後、1980年（昭和55年）に宅地造成工事に伴う発掘調査が実施され、23基の古墳が確認され、発掘調査が行われた。調査の結果、5世紀中頃から6世紀中頃にかけて造墓活動が行われ、再び、7世紀前半に造墓活動が再開したとみられる。特に7世紀代の古墳では、小規模な横穴式石室から竪穴系小石室、木棺直葬へと埋葬形態の変遷が確認されている。また、人骨を箱状のものに入れて埋葬している事例も確認されている。
市教委は2017・18年（平成29年・30年）度に発掘調査を行い、6世紀中ごろの1号墳、6世紀後期の2、3号墳の存在が明らかになった。2021年（令和3年）度から市教委と京都橘大が連携し、この1～3号墳の発掘調査を行った。調査によって、1、2号墳の埋葬施設「横穴式石室」の床面は、小さな石が敷かれた「礫敷（れきじき）」だったことが判明した。
1号墳は横穴式石室の後に墳丘を造った「埋葬施設先行型」、2号墳は「埋葬施設後行型」だった。
3号墳は「木棺直葬（じきそう）」と呼ばれる埋葬施設だったことがわかった。穴を掘って木棺を埋める土葬に近い施設という。
今回の調査で、6世紀中ごろから古墳が造られ、各古墳が独自の埋葬施設を有していたことが明らかになった。
3つの円墳は2018年（平成30年）度の市教委の調査で見つかり、21年度から京都橘大と連携して調査していた。
3基は、直径約7〜12メートルの小規模な古墳だが時期がいずれも異なり、3代続いた首長墓とみられる。
6世紀半ばの1号墳と6世紀後半の2号墳は横穴式石室。6世紀末の3号墳は穴を掘って長さ2メートル、幅70センチの木棺を安置していた。
滋賀県高島市の南畑（みなみはた）古墳群で見つかっていた古墳３基について、共同調査した市教育委員会と京都橘大は、継体大王を支援したとみられる同時代の人物とその子、さらに孫の世代にわたり、相次いで築かれた6世紀の首長墓の可能性が明らかになったと発表した。
1号墳は6世紀中頃、2号墳は6世紀後半、3号墳は6世紀末頃に相次いで築造されたことが土器の年代で明らかになった。南畑古墳群の1号墳からは、古代朝鮮半島の百済系の壺や、木棺の鉄釘などが出土。鉄釘で組み立てる木棺は中国や朝鮮にルーツがあり、国際色のある被葬者像がうかがえるという。
1、2号墳はともに横穴式石室だが、1号墳は墳丘より先に石室（埋葬施設）を構築し、2号墳はその逆であったことも判明。「埋葬施設先行型」は日本では珍しく、海外の影響を強く示唆するという。